# Zalalövő
Zalalövő is een plaats (város) en gemeente in het Hongaarse comitaat Zala. Zalalövő telt 3126 inwoners (2007).

## Geboren
- Albert Béla Haas, later Frans arts en verzetsstrijder